# 新宮党

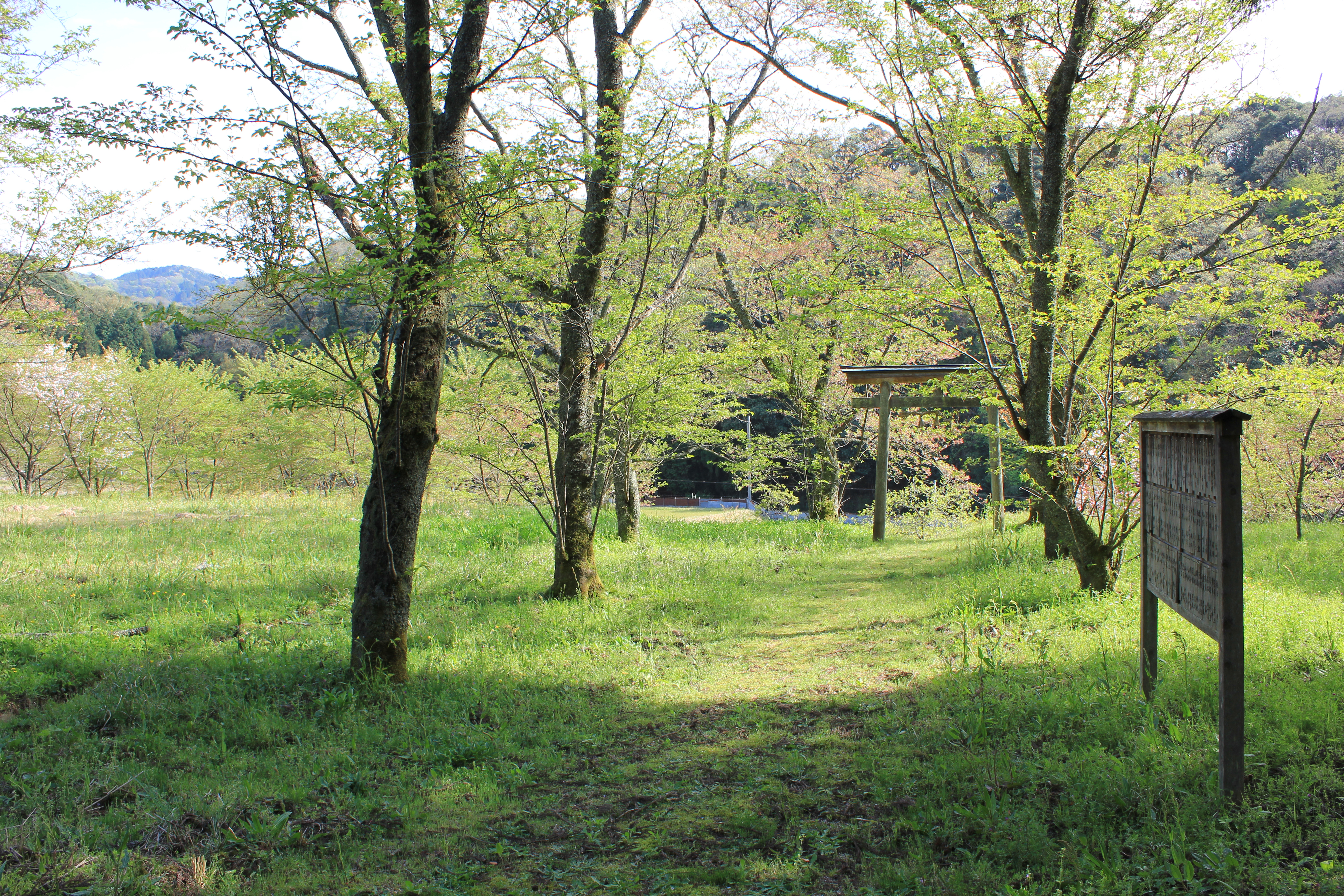
新宮党館跡地

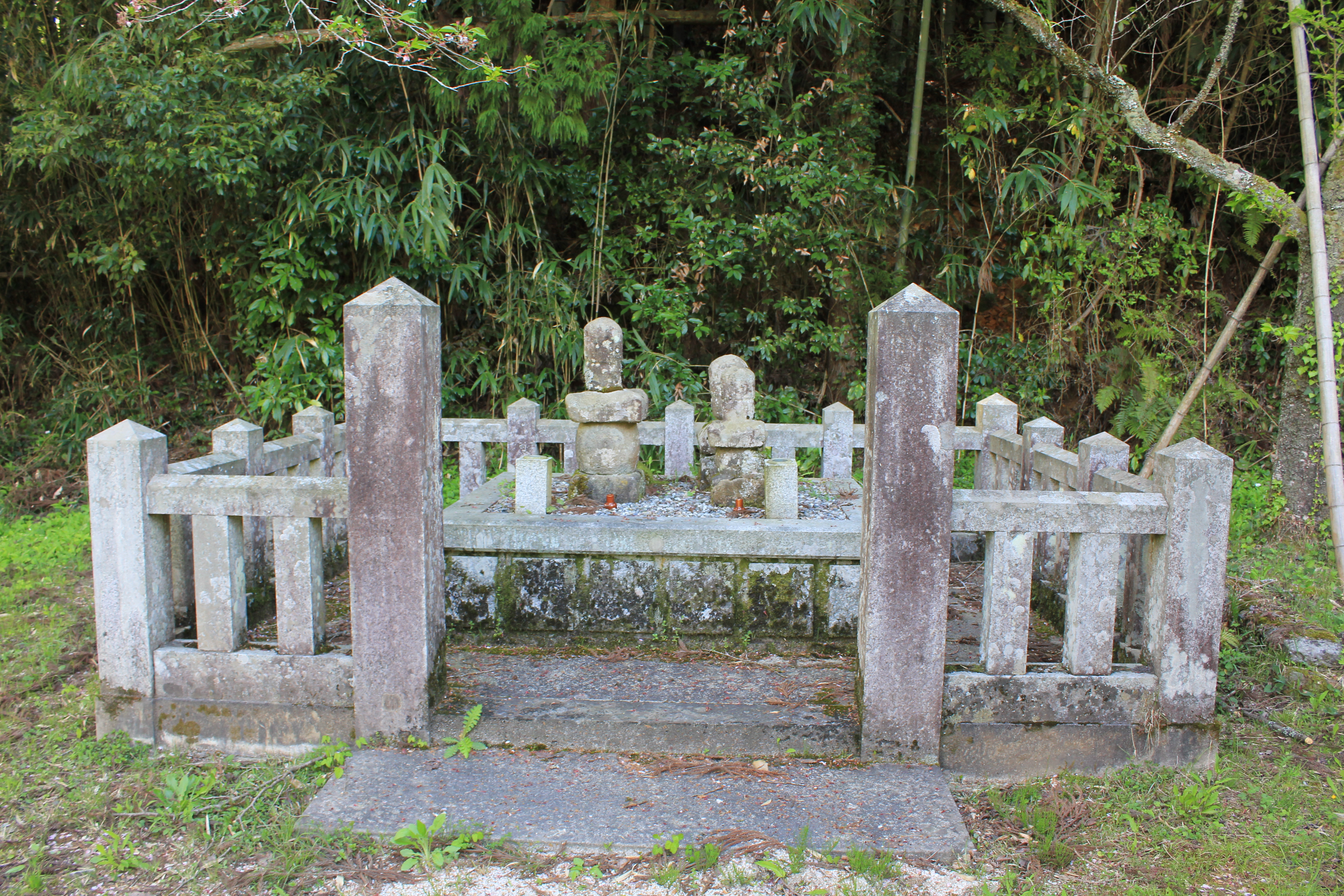
尼子国久、誠久、敬久のものと伝えられる墓

新宮党（しんぐうとう）は、出雲の戦国大名尼子氏家中の精鋭として知られた軍事集団。居館を月山富田城（島根県安来市広瀬町）の北麓、新宮谷に構えていたため、新宮党を称した。

## 概要

### 尼子久幸時代の新宮党
新宮党という名称で呼ばれるようになったのは次代の尼子国久の頃とされるが、それ以前より尼子氏一門による親衛隊的な役割を持つ精鋭集団が組織されていた。この集団は尼子氏の勢力伸長に貢献し、出雲国内から安芸国・備後国等を転戦した。天文10年（1540年）の吉田郡山城の戦いにおいて、この組織の実質上の指導者であった尼子久幸は討死する。

### 尼子国久時代の新宮党と増長
新宮党は尼子経久の次男尼子国久が継承し、引き続き尼子一門の藩屏として活躍する。この頃の新宮党は、国久の養子先である吉田氏が所有する出雲国東部地域、そして謀反を企てて追討された国久の末弟・塩冶興久の遺領である出雲国西部地域の塩冶も引き継いで支配しており、出雲国内の勢力は非常に大きいものがあった。宗家とは別の独立した権限も所有しており、経久死後は当主尼子晴久の裁判権等に度々介入を行っている。
新宮党が尼子軍の精鋭部隊であり、その勇猛さで勢力拡大に貢献したことから、国久と息子の誠久は尼子家中で傲慢に振る舞い、尼子氏当主の尼子晴久や他の重臣たちとの間に確執・軋轢が生じていた。
例として
- 尼子誠久は自分の前を通り過ぎる者に対して下馬を命じた事があり、それに反発した熊谷新右衛門という武将が牛の背に鞍を置いてまたがり「馬ではなく牛である」として、これ見よがしに誠久の前を通り過ぎたという一件があった。
- あるいは中井平蔵兵衛尉という、髭が立派な事を自慢にしている武将がいたが、尼子誠久にその髭をなじられた。翌日、尼子晴久の前に出仕した中井は、髭を片方だけ剃っており、晴久がそのふざけた態度に怒ると、中井は誠久に髭の事で叱られたので剃り落す事にしたが、晴久も知っている立派な髭をすべて剃るのは晴久に対して無礼になるとして、片方だけ剃ったと述べた。

いずれも事実であるか疑わしい逸話であるが、新宮党と他の重臣との間に確執が生じていた事、あるいは晴久と新宮党がそれぞれ異なる命令を出したために家臣がどちらに従うべきか困惑した事をうかがわせる。
また、尼子宗家が直接介入し、その経済力・軍事力を直轄化しようとした杵築大社が起こした諸問題では、新宮党を率いる国久に頼る必要があった。国久の発給文書には杵築大社・杵築大社支配下勢力と尼子晴久を結んだ文書が多く、西出雲における尼子氏の支配は国久を通した間接的なものであった。

### 粛清とその後
国久の娘は晴久の正室であったが、その娘が死去した直後の天文23年11月1日（1554年11月25日）、晴久は家中の統一を図るため突如として国久、誠久親子ら新宮党幹部を粛清した。国久は登城途中で暗殺され、誠久は新宮党館内にて自害した。その一族も自害もしくは逃亡して、新宮党は壊滅した。粛清後、晴久は尼子氏久に新宮党を率いさせた。
杵築大社・杵築大社支配下勢力との折衝役であった新宮党とその一族が粛清されたことにより、晴久は杵築大社以下の西出雲にも本格的介入が可能となり、目論みであった出雲一国の直接統治はほぼ完遂された。また混乱による軍事的な弱体化を小規模に抑えたことで、その後も晴久存命時には毛利元就を忍原崩れで破り一時は安芸に侵入するなど、激しくなる毛利氏の攻撃をよく防いだ。他方で内紛により一時的に対尼子戦線の圧迫が緩和された毛利氏は間隙を縫って厳島の戦いなど対大内氏方面に注力して急速に勢力を拡大することに成功し、またこの粛清によって尼子勢力から有力な親族衆が失われ、尼子氏から追放・抑圧された国人衆の不満を生むことになった。晴久が急死し尼子義久が後を継ぐとこれらの親族衆不足や国人衆の離反・反乱が露呈、結果的に尼子勢力は急速な衰退を迎えることとなった。
なお一説には国久に晴久を暗殺するように仕向ける内容の手紙を持った死体を毛利元就が月山富田城の門前に置き、晴久が手紙に惑わされて新宮党を粛正した、とも言われるが、これは同時期に元就が同様の謀略で陶隆房の家臣である江良房栄を陥れた事件を基に後年創られた逸話と考えられている。

## 新宮党の婚姻関係
新宮党の党首であった国久の妻は多胡氏であり、娘が宍道氏と美作大河原氏と晴久の継室へと嫁いでいた。国久の嫡子誠久の妻は多賀氏の出身であった。尼子晴久の正室は尼子国久の娘でもあり、国久の一族の婚姻関係は非常に複雑であった。
しかし、その婚姻関係は尼子家中の結びつきを決定的にはできず、後に行われた第一次月山富田城の戦いでは、一族の宍道氏や姻族の多賀氏は尼子側から離反している。そして新宮党内も一枚岩ではなく、新宮党の党首の座や所領問題等で、尼子久幸嫡子の尼子詮幸が尼子国久と対立し、尼子誠久と尼子敬久兄弟ですら意見の相違が多く、誠久嫡子の尼子氏久は家督を巡り敬久とも不仲であった。
このような一族内での不協和音が尼子家の運命を左右することとなる。

## 新宮党構成員
太字で書かれている人物は新宮党の幹部。
- 尼子久幸
- 尼子国久
- 尼子誠久
- 尼子豊久
- 尼子敬久
- 尼子氏久
- 尼子吉久
- 尼子季久
- 尼子勝久

## 関連事項
- 尼子氏
- 尼子勝久